# Genootschap voor Geschiedenis te Brugge

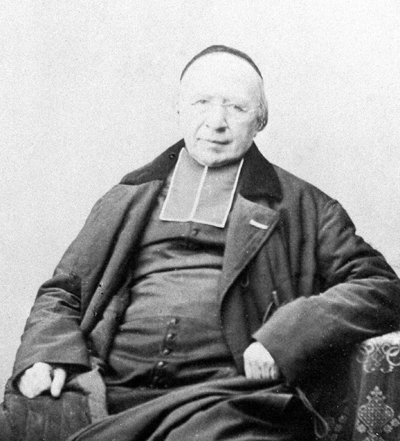
Charles Carton, stichter en eerste voorzitter (1839-1863) van het Genootschap voor Geschiedenis. (Bisschoppelijk Archief, Brugge).

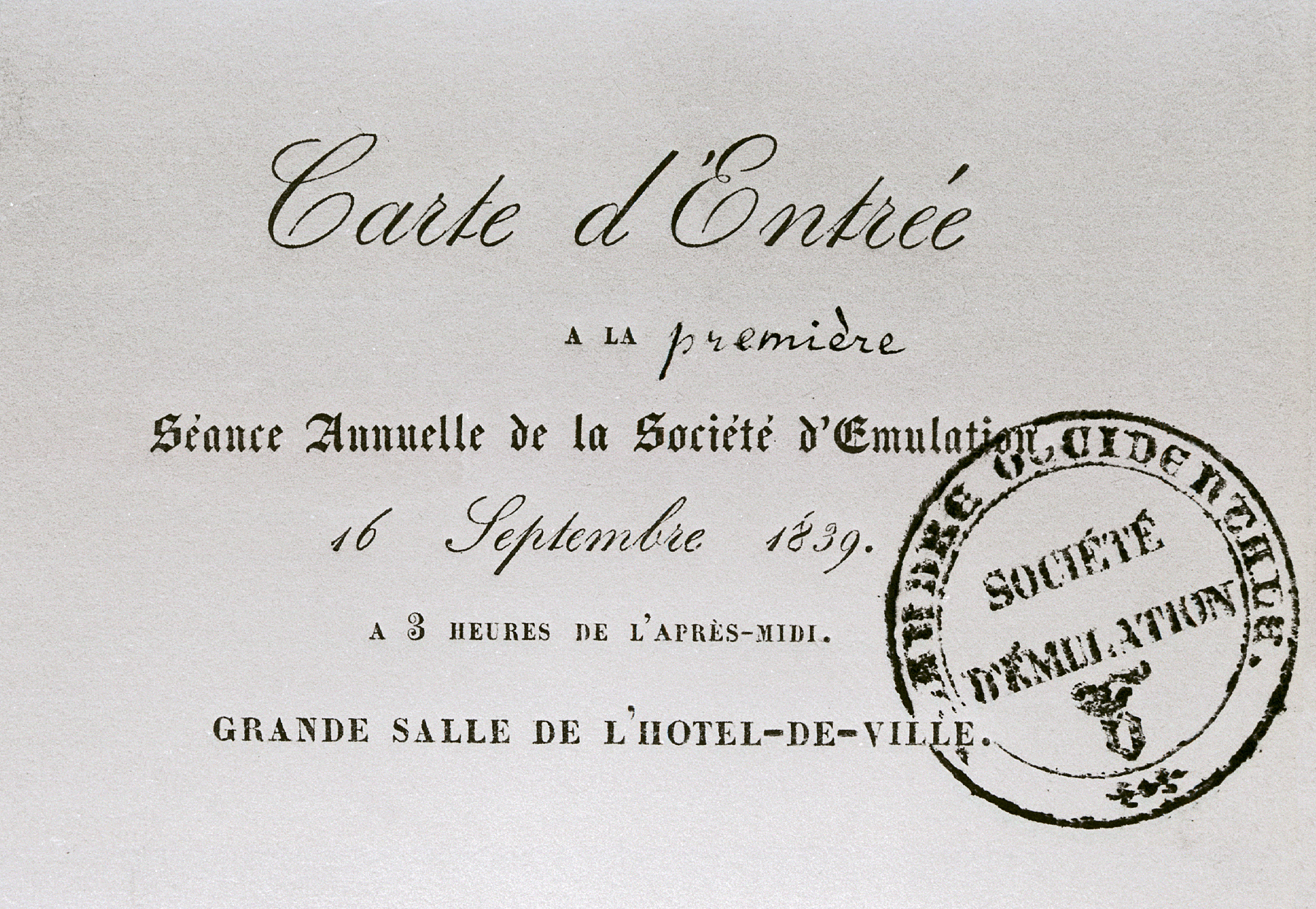
Toegangsbewijs tot de allereerste jaarvergadering van het Genootschap voor Geschiedenis, gehouden in het stadhuis van Brugge op 16 september 1839.

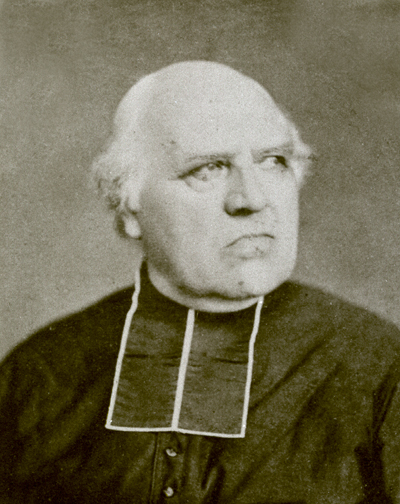
Ferdinand Van de Putte, medestichter van het Genootschap voor Geschiedenis. Foto door Auguste Debedts. (Bisschoppelijk Archief, Brugge).

Het Koninklijk Genootschap voor Geschiedenis te Brugge is het oudste nog actieve geschiedkundig genootschap in België.

## Stichting
De oprichting van het Genootschap voor Geschiedenis te Brugge werd op 1 september 1838 beslist en op 16 januari 1839 werden de statuten goedgekeurd van de vereniging, waaraan de naam werd gegeven van 'Société d'Emulation pour l'histoire et les antiquités de la Flandre Occidentale'.
De initiatiefnemer hiertoe was de 'duivel-doet-al'-kanunnik Charles Carton. Hij was hiertoe aangezet door Sylvain Van de Weyer, voormalig minister en op dat ogenblik ambassadeur van België in Groot-Brittannië, die voorbeelden van gelijkaardige 'learned societies' in Engeland had leren kennen. Carton had hem in september 1837 ontmoet tijdens de reis die hij naar Groot-Brittannië ondernam, om er de onderwijsmethodes gebruikt bij doofstommen en blinden te bestuderen. De basis voor de vereniging was al gelegd door het informeel bijeenkomen vanaf ongeveer 1836 van een kransje in geschiedenis geïnteresseerde bewoners van Brugge: drie priesters (Charles Carton, Joseph-Olivier Andries en Ferdinand Van de Putte), edelsmid François De Hondt en apotheker Philippe De Stoop, die als gastheer optrad.
De vereniging stelde zich tot doel geschiedkundige studies te ondernemen en vooral ook bronnen voor de geschiedenis te publiceren. Ze dacht hierbij aan oorkonden en diploma's, aan oude kronieken, gedenkschriften, verzamelingen van wetten, historische studies, enz. Hierbij voegden ze hun vooruitzicht om monumenten en kunstvoorwerpen te beschrijven en biografieën te publiceren van personen die de provincie hadden eer gedaan door hun talenten, activiteiten of diensten.

## Voorzitterschap Karel Carton (1839-1863)
Voor Carton was de suggestie van Van de Weyer voldoende om de daad bij het woord te voegen. Op 1 september 1838 beslisten de vrienden een 'Société d’Emulation pour l’histoire et les antiquités de la Flandre Occidentale' op te richten. Uitgebreide statuten werden gemaakt en drie leden kregen een functie toegewezen. De Stoop werd penningmeester, Edmond Veys secretaris en Carton 'natuurlijk' voorzitter. Hij zou het tot aan zijn dood in 1863 blijven. De kleine groep besliste ook onmiddellijk de provinciaal archivaris Joseph-Octave Delepierre (1802-1879) en de stadsarchivaris Pierre Bogaerts (1802-1877) uit te nodigen om eveneens als stichtende leden op te treden. Het was immers duidelijk dat men hun welwillende bijstand behoefde om gemakkelijk toegang tot de archiefdepots te krijgen.
Onder het voorzitterschap van Carton nam de uitgeversactiviteit van het Genootschap een hoge vlucht. Al tijdens zijn collegejaren was hij een volgeling van Clio. Het feit dat hij, onmiddellijk na de oprichting van de Société d’Emulation met zoveel afgewerkte studies voor de dag kon komen, bewijst dat hij de belangstelling voor de geschiedenis al voordien cultiveerde en onder meer geleerd had oude handschriften te ontcijferen.

### Eerste periode (1839-1842)
Uit de verslagen van de bijeenkomsten blijkt de aanvankelijk grote inzet, vooral van Carton. Tijdens de eerste vier jaar kwamen de bestuursleden bijna wekelijks bijeen. Dit betekent méér dan 180 bijeenkomsten, waarop de voorzitter slechts viermaal afwezig bleef. Zo groot was trouwens zijn impact op de vereniging dat men tijdens die zeldzame afwezigheid geen dagorde afhandelde en geen beslissingen nam.
Carton beredderde ongeveer alles voor de vereniging. Hij stelde het plan op voor de publicatie van de jaarlijkse Handelingen of Annales en voor de afzonderlijke uitgaven, hij vormde samen met Delepierre het redactie- en correctiecomité, hij koos het te gebruiken lettertype en karakter, hij verbeterde de drukproeven, hij onderhield de contacten met drukkers en lithografen, hij behandelde de facturen en de briefwisseling, hij hield de boekenvoorraad bij. Na anderhalf jaar stelde hij vast dat de jonge Veys maar een minimale medewerking verleende en ontnam hem het secretariaat. Archivaris Octave Delepierre, actief medewerker vanaf de stichting, nam het secretariaat over en ontlastte Carton van enkele materiële taken.
Ook stadsarchivaris Bogaerts was een ontgoocheling: men zag hem zelden op de wekelijkse bijeenkomsten. Carton deed derhalve door het bestuur goedkeuren dat zes maal ongemotiveerde en opeenvolgende afwezigheid gelijk stond met ontslag. Bogaerts werd kort daarna bedankt. Ook priester Andries, die van september 1839 tot juli 1841 in Italië verbleef, werd als ontslagnemend beschouwd.
Bij de verkiezing van twee opvolgers werd Carton door zijn collega’s niet gevolgd. Hij stelde dr. Isaac De Meyer (1786-1861) voor en Delepierre stelde dr. Jacques De Mersseman (1805-1853) voor. De tweede werd verkozen en samen met hem werd … archivaris Bogaerts opnieuw als lid opgenomen. Veys, wellicht misnoegd door zijn degradatie, nam ontslag en Andries werd opnieuw in het bestuur opgenomen. Maar Andries was nog altijd in Italië en Bogaerts kwam zelden opdagen: ze werden dan ook opnieuw ontslagen. Carton achtte het nutteloos nog naar nieuwe bestuursleden te zoeken. In september 1840 werd het comité van acht naar zes leden teruggebracht.
Vanaf de aanvang beperkten de bijeenkomsten zich niet tot de administratieve punten. Op voorstel van Delepierre moest ieder lid om de beurt een voordracht houden. Carton liet zich hierbij opnieuw als de meest actieve gelden. De door hem naar voor gebrachte onderwerpen verwerkte hij dan meestal tot artikels voor de 'Handelingen'. Carton gaf dus aan zijn collega’s het passende voorbeeld van historische ijver. Daarbij zette hij ze telkens weer aan tot grotere activiteit. Zo vroeg hij hun, naast de beurtrol van een wekelijkse voordracht, ook elke week vragen en problemen ter bespreking voor te leggen en verzocht hij ze om wekelijks elk een korte notitie voor te bereiden over een straat of een gebouw, om aldus gaandeweg tot een globale topografie van Brugge te komen. Hij nodigde ze uit om allen mee te werken aan de bibliografie van de publicaties over de geschiedenis van Vlaanderen die hij zich voornam jaarlijks te publiceren. De leden konden kennelijk het ritme van hun voorzitter niet volgen, want van dit alles kwam niet zo veel terecht.
Het genootschap werd in elk geval al direct als een gezaghebbende autoriteit beschouwd. Vooral gouverneur Felix de Mûelenaere en burgemeester Jean-Baptiste Coppieters 't Wallant steunden nadrukkelijk. De algemene vergaderingen mochten op het stadhuis gehouden worden en de gouverneur was er op aanwezig. Het eerste jaar al werd het genootschap door de gouverneur belast met opzoekingen naar de grafsteen van Jacob van Maerlant in Damme en twee jaar daarna met archeologische opgravingen in Harelbeke. Beide opdrachten werden door Carton en Van de Putte vervuld en achteraf uitgebreid gerapporteerd. De provincie verleende toelagen. Voor wat Damme betreft, hield Carton het niet bij de archeologische opzoeking, waarbij hij tot de conclusie was gekomen dat de grafsteen van Maerlant enkele jaren voordien was stuk geslagen. Hij deed een publieke oproep en opende een inschrijving voor het oprichten van een standbeeld van Jacob van Maerlant. Hij stelde zelfs een datum voor de onthulling voorop: september 1841. Het standbeeld zou evenwel nog tot in 1860 op zich laten wachten.
Het hoofddoel van het genootschap was het publiceren van bronnen en historische studies en dit werd met grote ijver aangepakt. Over de periode 1839-1842 verschenen vier afleveringen van de Handelingen en negen afzonderlijke uitgaven: méér dan 2600 pagina’s tekst. De inhoud van de Handelingen werd vooral bepaald door de bijdragen van F. Van de Putte (28), O. Delepierre (27) en Carton (9). Negen andere auteurs zorgden in totaal voor dertien bijdragen. Van die 1500 pagina’s kwam dus meer dan vijfenzeventig procent uit de pen van het productieve trio.
Wat de afzonderlijke uitgaven betreft, deze gaven nog méér dan de Annales uiting van wat Carton in de eerste plaats nastreefde: authentieke bronnen publiceren die moesten toelaten in de toekomst, met een betere kennis gewapend, de geschiedenis op wetenschappelijk verantwoorde wijze te schrijven. Zelf gaf hij de Rerum Flandricarum uit, van de hand van Jacob de Meyer. Van de Putte nam vijf publicaties voor zijn rekening, waaronder de kronieken van de Duinenabdij en van de Abdij van Sint-Andries. Octave Delepierre en de latere bisschop Malou (1809-1864) zorgden ook voor tekstpublicaties.
Jules de Saint-Genois kon in de 'Messager des sciences historiques' dan ook in 1843 schrijven dat Brugge het belangrijkste centrum was geworden in België voor historische uitgaven. Om het belang van Cartons’ pionierswerk te situeren, kan men Albert Schouteet en Egied Strubbe citeren: "Het is niet alleen door het hooggestemde doel en de ruimte van opvatting dat Charles Carton zich onderscheidde; met een waarlijk profetische blik zag hij de bevoorrechte rol die de diplomatische bronnen en vooral de oorkonden in de toekomstige geschiedvorsing zouden vervullen. Op een ogenblik dat de historici nog bijna uitsluitend de verhalende bronnen, en vooral de oude kronieken tot grondslag van hun uiteenzettingen namen, dat zelfs de Koninklijke Commissie voor Geschiedenis zich tot de uitgave van de verhalende bronnen beperkte, moedigde hij de bewerking van het oorkondenmateriaal aan en zorgde ervoor dat reeds het allereerste deel van de afzonderlijke uitgaven een 'codex diplomaticus' met een keus van oorkonden bevatte".
Naar aanleiding van inwendige twisten binnen het genootschap dreigden evenwel de zo schitterend ingezette activiteiten na vier jaar onverdroten arbeid onderbroken te worden. Vanaf midden 1842 verzwakte de verstandhouding tussen de bestuursleden van de Emulation. In mei was dr. De Mersseman uit het bestuur gestapt. In augustus was het de beurt aan F. De Hondt om uit het bestuur te verdwijnen. Voor de jaarlijkse algemene vergadering kwamen, naast de vier overgebleven comitéleden Carton, Delepierre, De Stoop en Van de Putte, slechts drie leden opdagen: de dokters De Meyer en De Mersseman en kanunnik Andries. De drie leden protesteerden tegen de uitsluiting van De Hondt, die ze onrechtmatig vonden. Het bestuur bleef evenwel bij zijn beslissing. Ze stemden ook tegen het voorstel van Carton om het bestuur terug te brengen van 6 op 4 leden, maar de vier comitéleden keurden dit goed.
Nu was er hevige ruzie. Enkele misnoegde leden besloten zelf een algemene vergadering bijeen te roepen. Het werd een grievenbijeenkomst tegen het bestuur en meer bepaald tegen de voorzitter. Men vond dat de algemene vergadering voortaan het bestuur en de voorzitter moest aanstellen. Het was duidelijk dat men voor het voorzitterschap niet aan Carton dacht. Tegen de algemene vergadering optornen bleek moeilijk, ook al vond men dat ze onwettig was samengeroepen en ongepaste beslissingen had genomen. Het bestuur besloot dan ook op 10 oktober 1842 collectief ontslag te nemen en de vereniging zonder meer te ontbinden. Men zou met een batig saldo eindigen, nadat de boekenvoorraad aan de drukker werd verkocht. Meteen beslisten de bestuursleden een nieuwe vereniging op te richten die als naam zou dragen 'Société d’Emulation pour l’étude de l’histoire et des antiquités de la Flandre'. En onmiddellijk werd een omzendbrief rondgestuurd om leden te werven voor het nieuwe genootschap.
De dissidente leden riepen een nieuwe algemene vergadering samen. De uitnodigingsbrief was ondertekend door kan. J. Andries, rechter J. J. Vermeire (1772-1859), ridder Charles de Schietere de Lophem (1795-1876), dr. Isaac De Meyer, dr. J. De Mersseman, goudsmid F. De Hondt, advocaat Charles de Net (1787-1852), archivaris Pierre Bogaerts, Edmond Veys en Antoine Vervisch (1774-1858). De misnoegden vergaderden in het stadhuis op 27 oktober 1842. Ze besloten eenparig dat de vereniging niet kon ontbonden zijn door een wederrechtelijke beslissing van het bestuur. Na over en weer gediscussieer werd beslist aan de bestuursleden te vragen om op hun beslissingen terug te komen en meteen werden vier nieuwe bestuursleden aangewezen: Andries, De Mersseman, de Hondt en Bogaerts, duidelijk vier mannen die Carton niet zeer gunstig gezind waren. Meteen werd een hele reeks wijzigingen aan de statuten aangebracht, met als doel de beslissingsmacht te ontnemen aan het bestuur en over te dragen op de algemene vergadering. Deze zou voortaan onder meer de bestuursleden aanwijzen en ook de functies van voorzitter, ondervoorzitter, secretaris en penningmeester toewijzen. Als zij het pleit wonnen, zou Carton het voorzitterschap verliezen.
Alle opwinding ten spijt bleven de genomen beslissingen zonder gevolg. Carton dacht er gewoon niet aan zich aan het gezag te onderwerpen van een turbulente algemene vergadering. Zoveel prestige had de Emulation in zijn korte bestaan verworven, dat de kranten over de onenigheid verslag uitbrachten. Eerste minister Jean-Baptiste Nothomb vond het nodig gouverneur Felix de Mûelenaere om uitleg te verzoeken, wat deze deed op basis van een omstandige nota die door Carton zelf was opgesteld en waarin deze alles terugbracht tot een hetze tegen hem en Ferdinand Van de Putte, op gang gebracht door een paar gewone leden. Ondertussen was ambassadeur S. Van de Weyer in Brugge afgestapt en had hij aangedrongen op het bijleggen van de geschillen. Na over en weer discussiëren en vergaderen werden de ruzies uiteindelijk bijgelegd. Op 17 januari 1843 werd de verzoening tijdens een algemene vergadering bekrachtigd, het bestuur bleef aan, Carton bleef voorzitter en aan de statuten werd niets gewijzigd. Als enige toegeving werden twee bijkomende bestuursleden aanvaard: weer maar eens stadsarchivaris Bogaerts, die evenwel nooit kwam opdagen en opnieuw dokter De Mersseman, die bedankte voor de eer. Carton ondernam geen enkele poging om naar andere gegadigden te zoeken.
Aldus had de Emulation een zware crisis overleefd. op de algemene vergadering van 1 september 1843 kon Carton met voldoening de herwonnen rust vaststellen, na "des jours d'épreuves, des moments de difficultés". Bij deze zin in het verslagboek schreef kanunnik Andries na 1863, toen hij de overleden voorzitter Carton was opgevolgd, eigenhandig in de marge: "Un peu moins d’autocratie de la part de Mr. le président les eut empêché de naître". Dat Andries het nodig vond, meer dan twintig jaar na de feiten deze wellicht niet onterechte, maar onvriendelijke aanmerking over zijn voorganger op te tekenen in het verslagboek van het genootschap, mag doen aannemen dat de vriendschap tussen beide priesters-historici niet overweldigend was geweest.

### Tweede periode (1843-1863)
De rust was hersteld, maar de oorspronkelijke vriendenkring was uit elkaar gevallen en de lust tot samenkomen was zoek. In 1843 hadden slechts 13 bestuursvergaderingen plaats, in 1845 slechts 10, in de eerste helft van 1846 slechts 2, en nadien werden zelfs geen verslagen meer bijgehouden. Ook werd in 1845 beslist geen jaarlijkse algemene vergadering meer te houden.
Kort na de verzoening waren twee bestuursleden uit Brugge verdwenen. Octave Delepierre verhuisde naar Londen en Ferdinand Van de Putte werd pastoor in Boezinge. Carton bleef alleen over met penningmeester De Stoop. Men kon als nieuw bestuurslid Charles de Schietere de Lophem aantrekken, die als secretaris werd aangesteld. Korte tijd daarop werden de statuten gewijzigd om aan F. van de Putte toe te laten opnieuw bestuurslid te worden, ook al nam hij nooit aan de bijeenkomsten deel. Dit stoorde Carton geenszins, integendeel. Hij was duidelijk meer op zijn gemak als hij zonder pottenkijkers de vereniging kon leiden.
Vanaf 1843 tot en met 1850 verscheen stipt elk jaar een aflevering van de Handelingen. Nadien was er verslapping: van 1851 tot en met 1863 verschenen slechts vier afleveringen. Gedurende deze periode werden inhoud en toon van de 'Annales' overwegend bepaald door Carton en Van de Putte. Op de ongeveer tweehonderd bijdragen die in die periode verschenen, was de helft van hun hand: vijftig door Van de Putte en bijna evenveel door Carton. Het nummer voor 1844 - samengesteld in het moeilijke overgangsjaar 1843 - bevatte, naast een bijdrage van Charles Voisin (1802-1872), niets anders dan artikels geleverd door het productieve duo: tien van Carton en negen van Van de Putte, terwijl vier niet-ondertekende bijdragen zonder twijfel van een van hen beiden waren. Dit betekende dat 360 van de 410 bladzijden van hun hand waren.
Gedurende de periode 1843-1863 verschenen bijdragen van een dertigtal auteurs, en hierbij bleek dat de reputatie van het tijdschrift en de persoonlijke aantrekkingskracht van Carton – ondertussen lid geworden van de Koninklijke Academie – er heel wat vooraanstaande historici en archivarissen toe bracht een of meerdere bijdragen aan zijn tijdschrift aan te bieden. Dit was het geval voor de gerenommeerde historicus Joseph Kervyn de Lettenhove (1817-1891) en voor de Ieperse stadsarchivaris Isidore Diegerick (1812-1885). Ook buiten de provincie vond Carton vooraanstaande medewerkers. Zelfs Ludwig Bethman (1812-1867), van de gezaghebbende 'Monumenta Germaniae Historica' leverde in 1862 een korte bijdrage, terwijl bij de afzonderlijke publicaties zijn Lettre à Mr. Carton over de geschiedenis van de graven van Vlaanderen gepubliceerd werd.
Was er derhalve enige verslapping in het ritme van de publicaties, het niveau en de uitstraling ervan namen verder toe. De 'Annales' was uitgegroeid tot een gezagvol tijdschrift dat nationaal en internationaal kon wedijveren met de besten.
Wat evenmin achterwege bleef waren de afzonderlijke publicaties: 26 uitgaven, in grote mate gewijd aan bronnenuitgave, zagen in die periode het licht. Hier opnieuw nam het priesterduo Carton en Van de Putte het leeuwenaandeel voor zich. Daar waar Van de Putte in 1843 nog twee tekstuitgaven uitsluitend op zijn naam schreef, werden vervolgens acht kronieken en geschiedenissen door beiden samen bewerkt en uitgegeven. Daarnaast bezorgde Carton nog de heruitgave van vier 16de-eeuwse drukken en van twee Ieperse drukken uit de 17de en 18de eeuw. Een belangrijke realisatie – een opdracht van het provinciaal bestuur – was het vierdelig biografisch woordenboek van West-Vlaamse vooraanstaanden. Delepierre en De Mersseman werkten hieraan mee, maar het grootste aandeel in deze aanzienlijke onderneming, kwam opnieuw Carton en Van de Putte toe.
In totaal besloegen de twaalf delen van de 'Annales' over de periode 1843-1863 zowat 4.600 bladzijden en de 26 afzonderlijke uitgaven 5.700 bladzijden: meer dan 10.000 stevige bladzijden West-Vlaamse geschiedenis zagen dankzij Carton het licht.

## Voorzitterschap Joseph Andries (1863-1886)

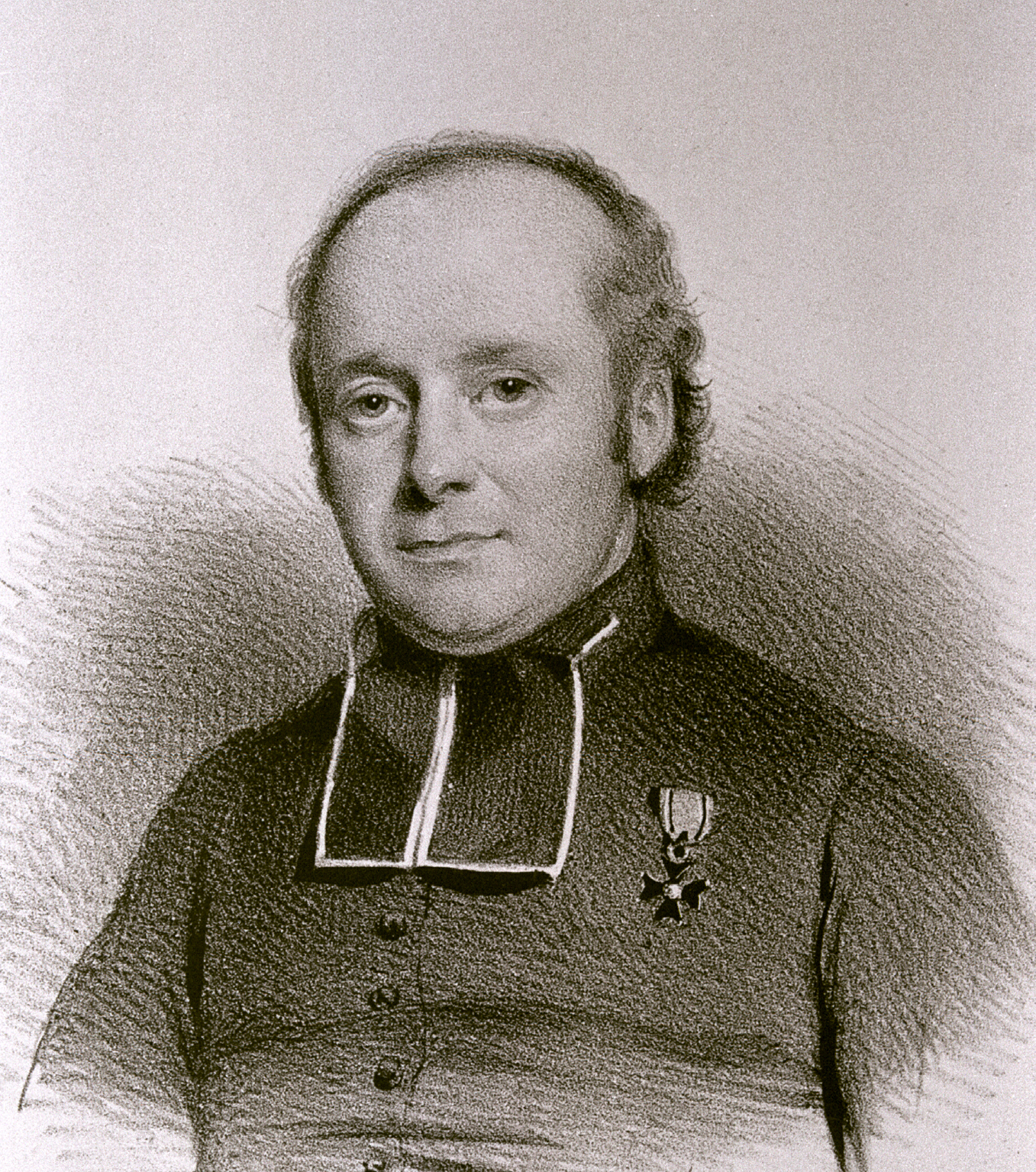
Portret van Joseph-Olivier Andries op veertigjarige leeftijd door lithograaf Charles Baugniet, 1836. Olivier was van 1863 tot 1886 de tweede voorzitter van het Genootschap voor Geschiedenis.

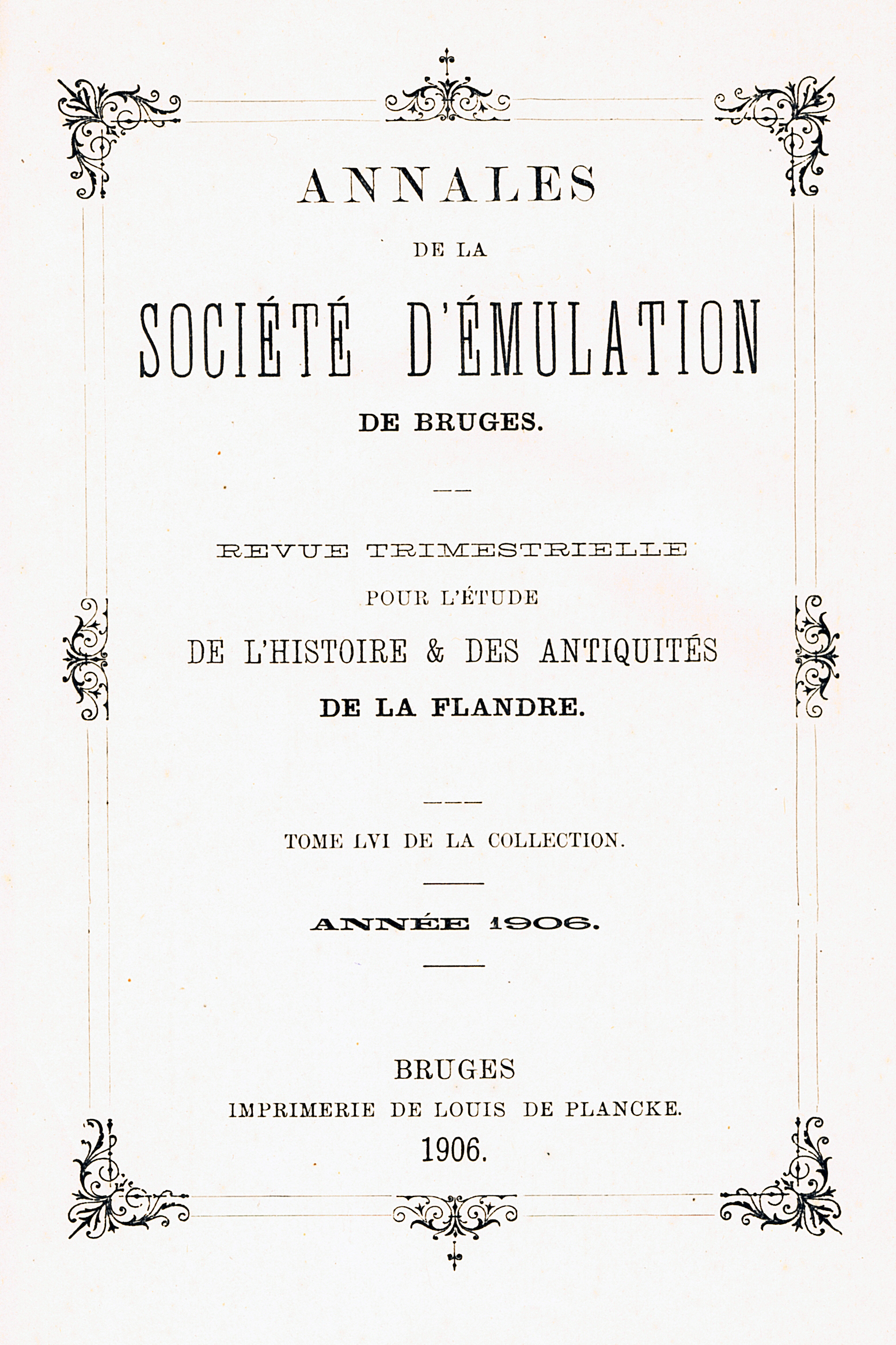
Titelpagina van jaargang 1906 van de Handelingen, toen nog onder de eentalig Franse titel Annales de la Société d'Emulation

Enkele dagen na de dood van Charles Carton kwamen de drie overgebleven bestuursleden bijeen om een nieuwe voorzitter te kiezen. Het lag voor de hand dat dit Ferdinand Van de Putte moest zijn, maar als deken in het verre Poperinge was hij van oordeel dat hij onvoldoende beschikbaar zou zijn. Men zocht dan maar het vroegere bestuurslid kanunnik Andries op en hij aanvaardde; Andries was geen productief historicus, maar hij had andere talenten van organisatorische aard en slaagde er beter in dan zijn voorganger om mensen in een vriendschappelijke sfeer samen te brengen.
Hij begon met het op punt stellen van de organisatie. De verslagen werden weer stipt bijgehouden, nieuwe registers werden aangekocht en de statuten werden opgefrist. Om te onderstrepen dat een nieuw tijdperk was ingeluid, werd vanaf 1865 met een nieuw reeksnummer voor de handelingen begonnen.
Tot dan had de woning van bestuurslid De Stoop als secretariaat gefungeerd, maar Andries nam een lokaal in huur op de eerste verdieping van een huis in de Nieuwstraat, waar ook andere geleerde genootschappen gehuisvest waren. De ruimte verschafte de mogelijkheid om een aanvang te maken met de opbouw van een eigen bibliotheek.
Andries spande zich ook in om de quasi-eenmanszaak van vroeger ruim te openen. Onder zijn voorzitterschap trok hij achttien nieuwe bestuursleden aan en werd het aantal leden (eigenlijk abonnees) fors verhoogd. Onder die nieuwe bestuursleden waren er verschillende die ook politiek en maatschappelijk heel wat betekenden en dit uitte zich in de aanzienlijke verhoging van de toelagen die het genootschap ontving en die vanzelfsprekend de mogelijkheid verhoogden tot het publiceren van erudiete werken die verlieslatend waren. Een negatief punt was dat de politici of de leden van de Brugse elite, wel graag bestuurslid werden, maar weinig historische bijdragen leverden. Daarbij kreeg de 'Emulatie' ook concurrentie van verschillende meer lokale West-Vlaamse tijdschriften. In Brugge verschenen 'La Flandre', Rond den Heerd, 'Le Beffroi' en de 'Halletoren'.
Vooral de concurrentie van 'La Flandre' (1867-1885) was voelbaar. Dit nieuwe tijdschrift werd gesticht door jongere historici die aan de 'Société d'Emulation' oubolligheid en gebrek aan wetenschappelijke ernst verweten. Onder hen bevonden zich James Weale, Louis Gilliodts, rijksarchivaris Emile Van den Bussche en drukker-uitgever Edward Gailliard. De gemiddelde leeftijd van de heren was eenendertig, daar waar die bij de 'Emulation' rond de zestig lag. De strijd was hevig, maar na een aantal jaren werd de zinloosheid ervan ingezien. 'La Flandre' verdween en de nog overblijvende historici sloten bij de 'Emulation' aan.

## Voorzitterschap Joseph Kervyn de Lettenhove (1886-1891), Thierry de Limburg Stirum (1891-1918) en Henri Rommel (1886-1915)
Na de dood van Joseph Andries werd de historicus Joseph Kervyn de Lettenhove tot voorzitter gekozen. Hiermee kwam een prestigieuze en nationaal bekende figuur aan het hoofd, maar het nadeel was dat zijn gevorderde leeftijd en zijn vele bezigheden hem niet de tijd lieten om zich ernstig met het genootschap in te laten. Dit uitte zich in het verminderen van het aantal leden en in de onregelmatigheid van het publicatieritme.
Naar buiten hield het genootschap het prestige op. In 1887 werd het aangesteld om in Brugge het derde congres te organiseren van de Geschied- en Oudheidkundige Federatie van België. Deze gebeurtenis plaatste zich in het kader van de feesten die werden georganiseerd naar aanleiding van de inhuldiging van het standbeeld van Jan Breydel en Pieter De Coninck.
Na Kervyn werd Thierry de Limburg Stirum zijn opvolger en zou hij bijna twintig jaar het voorzitterschap uitoefenen. In die jaren onderging het genootschap ingrijpende veranderingen. De nieuwe bestuursleden die aantraden, acht in totaal, waren in overwegende mate geen 'amateurs éclairés' meer maar hadden een universitaire historische vorming genoten.
De concrete organisatie bleef echter een teer punt. De uitgaven waren van langsom minder stipt (de jaargang 1887 verscheen pas in 1895) met als gevolg dat het aantal abonnees aanzienlijk slonk. Ook voorzitter de Limburg Stirum had als politicus, kasteelheer en historicus heel wat andere bekommernissen dan de Emulatie. Het was het jonge lid Callewaert die de zaken rond de eeuwwisseling in handen nam. Het tijdschrift zou een moderne wetenschappelijke uitgave worden, met een strikt trimestrieel publicatieschema en met als inhoud artikels van geringere omvang. Er kwamen drie vaste rubrieken bij: de 'Kroniek' met allerhande berichten, een 'Boekenschouw' met de bibliografie van verschenen werken en een 'Boekenrecensies'. De auteurs kregen voortaan een vergoeding. De prijs van het tijdschrift werd met veertig procent verminderd en campagne werd gevoerd om talrijkere abonnees of leden aan te trekken.
De resultaten waren buiten verwachting goed en de Handelingen kenden een stijgende belangstelling. Daarnaast kon het genootschap zich jaarlijks een of twee boekdelen met afzonderlijke studies of bronnenuitgaven permitteren.
Toen Thierry de Limburg overleed, werd na enige aarzeling, Henri Rommel tot zijn opvolger gekozen. Hij zette het ritme van de publicaties ongewijzigd verder. Alle activiteit viel echter stil toen de Eerste Wereldoorlog uitbrak, zeker ook omdat in 1915 drie belangrijke leden overleden, nl. voorzitter Rommel, stadsarchivaris Gilliodts en secretaris De Flou.

## Voorzitterschap Arthur De Schrevel (1919-1934) en Kamiel Callewaert (1934-1943)

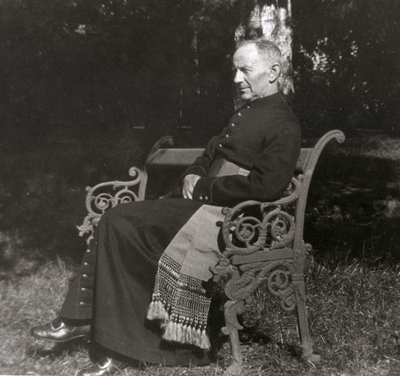
Monseigneur Kamiel Callewaert, zevende voorzitter (1934-1943) van het Genootschap voor Geschiedenis. (Bisschoppelijk Archief, Brugge).

Toen elf bestuursleden in maart 1919 voor het eerst weer bijeen kwamen, verkozen ze eensgezind vicaris-generaal Arthur De Schrevel tot voorzitter. De rangen waren uitgedund en in de jaren twintig werden acht nieuwe bestuursleden aangetrokken. Vanaf 1926 nam Egied Strubbe een groot deel van de organisatorische en redactionele last op zich, hierin bijgestaan door zijn schoonbroer Ernest Hosten en door archivaris Albert Schouteet. Paul Allossery spande zich in om de jaarlijkse 'Boekenschouw' nieuw leven in te blazen en meer zorg aan de boekbesprekingen te besteden.
De financies van het Genootschap waren erg verstoord. Ernest Coppieters-Stochove trok zich de problemen aan en slaagde erin de vereniging van de ondergang te redden. De drukkosten waren sedert de oorlog aanzienlijk gestegen en om te kunnen verder werken vroeg en verkreeg het Genootschap een flinke verhoging van toelagen bij de verschillende overheden: rijk, provincie en stad. Dit was nog onvoldoende en het gevolg was dat de omvang van de Handelingen beperkt werd, gaandeweg zelfs gehalveerd, en dat gesnoeid werd in de afzonderlijke publicaties. Het Genootschap ging diep in het rood en moest leningen aangaan bij enkele bestuursleden om te kunnen overleven. Pas tegen het einde van de jaren dertig werd stilaan het deficit teruggedrongen. Al die jaren bleef de publicatie van de Handelingen toch doorgaan, ook al verschenen de uitgedunde nummers soms met vertraging.
Een evolutie die zonder horten of stoten tot stand kwam was die van een bijna volledig Franstalig tijdschrift naar een bijna volledig Nederlandstalig. Vanaf 1935 werd, onder impuls van voorzitter Kamiel Callewaert de voertaal in de vereniging het Nederlands en kwamen de meeste artikels voortaan in het Nederlands op de redactie toe. De kwaliteit boette er niet bij in, en de meeste artikels bereikten een hoog peil.
De Tweede Wereldoorlog bracht opnieuw een periode van non-activiteit mee. Zowel de vergaderingen als de publicaties bleven achterwege. In die periode overleed voorzitter Callewaert. Er werd niet op het einde van de oorlog gewacht om een opvolger aan te duiden. Zonder aarzelen werd voor Antoon Viaene gekozen.

## Voorzitterschap Antoon Viaene (1943-1979)
Antoon Viaene was op eerste gezicht niet de voor de hand liggende keuze geweest. Hij was immers al vele jaren de hoofdredacteur van het tijdschrift Biekorf. Hierin publiceerde hij een massale hoeveelheid artikels en men kon zich afvragen of hij wel de tijd zou vinden om ook nog een tweede tijdschrift te animeren. Het bleek echter dat er andere drijvende krachten de 'Emulatie' levendig hielden en dat van Viaene alleen een welwillend voorzitterschap werd verwacht.
Na een korte aarzeling kwam er nieuw leven in het gezelschap. In plaats van eenmaal, kwam men nu viermaal per jaar bijeen. De facto werd de dagelijkse leiding waargenomen door Egied Strubbe, die geen bijeenkomsten hoefde om het nodige te doen. Nieuwe bestuursleden werden aangetrokken van wie men verhoopte dat ze interessante bijdragen zouden leveren, hetzij uit eigen pen, hetzij door hun invloed op auteurs die ze kenden aan de universiteiten, in de archieven, enz. Een nieuw bestuurslid, Luc Devliegher, was snel actief, vooral in het uitbouwen van de 'Kroniek'.
Anderzijds had men voor en tijdens de oorlog niet de gelegenheid gehad om het honderdjarig bestaan van het gezelschap te herdenken. Dit zou nu worden goedgemaakt door de publicatie van een lijvig jubileumboek Honderd jaar geschiedschrijving in West-Vlaanderen, 1839-1939, met een analytische studie van alle verschenen bijdragen. Egied Strubbe en Albert Schouteet waren de auteurs van dit werk dat onmisbaar werd om de weg te vinden in de enorme hoeveelheid gepubliceerde teksten.
Daarop kwam ook nog een hele reeks nieuwe afzonderlijke publicaties, vooral de vele dagboeken uit de Eerste Wereldoorlog, anderzijds de opeenvolgende delen van de Regesten van de oorkonden bewaard op het stadsarchief van Brugge.
De dood van Strubbe in 1970 betekende een aanzienlijk verlies voor het Genootschap. Het vereiste inspanningen van de meeste leden om een goede vervanging te betekenen voor de 'eenmanszaak' waar men zich onder Strubbe comfortabel had mee gevoeld. Ook werd opnieuw een jongere generatie tot het bestuur uitgenodigd en werden de banden met de universiteiten nauwer aangehaald.
In 1979 kwam een einde aan de 35 jaar voorzitterschap van Viaene. Zijn voornaamste verdienste was geweest dat hij de groep bijeen had gehouden, niet in het minst door de vergaderingen in vriendschappelijke sfeer bij hem thuis te doen doorgaan. Hij had de verjonging gestimuleerd en aan al wie actief wilde meewerken had hij hiertoe de nodige ruimte gegeven.

## Voorzitterschap Baudouin Janssens de Bisthoven (1979-1992)

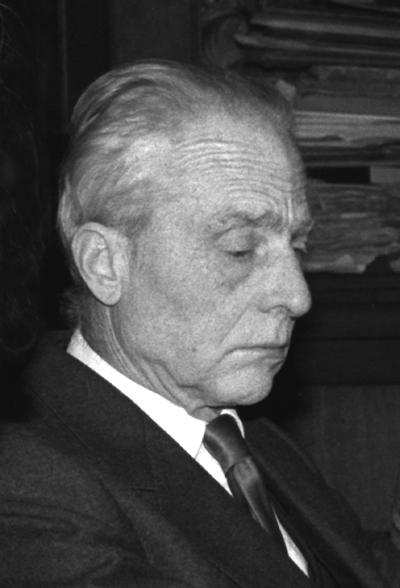
Baudouin Janssens de Bisthoven, negende voorzitter (1979-1992)

In augustus werd Baudouin Janssens de Bisthoven tot voorzitter verkozen. Hij bezat zoals zijn voorganger de kwaliteiten van zachtmoedige autoriteit, die hem toelieten de geest binnen de groep optimaal te houden, hetgeen de samenwerking zeer bevorderde. Om de zoveel jaar werden wissels doorgevoerd in de verantwoordelijkheden voor de inhoud van het tijdschrift, voor de boekenschouw en de kroniek, voor het secretariaat en het financieel beheer.
De bijeenkomsten gingen voortaan door in het Rijksarchief te Brugge. Af en toe ging het er wat feestelijker aan toe, wanneer de voorzitter uitnodigde in 'De Lombard' bij zijn moeder, of in 'Macieberg', het buitenverblijf van de familie in Oostkamp. Een interessante vernieuwing was dat, na anderhalve eeuw onderbreking, in 1986 opnieuw een algemene ledenvergadering werd georganiseerd. Het succes was zo aanmoedigend, dat het initiatief voortaan praktisch elk jaar werd herhaald, met telkens een interessante voordrachtgever, uit eigen midden of omwille van het behandelde onderwerp uitgenodigd.
De vooroorlogse geldproblemen waren vanaf het begin van de jaren vijftig van de baan. Ook al bleef het natuurlijk steeds de boodschap om voorzichtig te handelen, vooral ook wanneer de aanzienlijke inflatie van de jaren zeventig de kostprijzen sterk deed toenemen, terwijl lidgelden en toelagen, maar trager volgden. Zowel voor de 'handelingen' als voor de afzonderlijke publicaties werden voortaan méér inspanningen geleverd om een breder publiek van geïnteresseerden te bereiken.
Hoofdactiviteit bleef uiteraard het tijdschrift waarvoor, sinds Strubbe, een duidelijke onderverdeling bestond die een evenwichtige samenstelling beoogden: de wetenschappelijke artikels als hoofdmoot en daarbij de boekenschouw, de kroniek, de 'akten en oorkonden' en de boekbesprekingen. Om nieuwe schwung aan de afzonderlijke publicaties te geven, werd in 1982 gestart met een nieuwe reeks onder de naam Vlaamse historische studies.
Ter gelegenheid van de 150e verjaardag werd in 1988 het predicaat Koninklijk verleend en in 1987 verleende het Gemeentekrediet zijn Geschiedenisprijs aan de 'Emulatie'. Vooral werd aan een geschiedenis van het genootschap gewerkt, door Romain Van Eenoo, met een van zijn oud-studenten als medeauteur. Het werd het boek IJveren voor geschiedenis. Albert Schouteet van zijn kant hernam de analytische studie van de handelingen, met een forse publicatie tot gevolg die een bijzonder nuttig overzicht leverde van de Handelingen, van 1839 tot 1988. Het boek verscheen kort na zijn overlijden.
In 1992 nam voorzitter Janssens de Bisthoven ontslag en werd hij uitgewuifd met een feestnummer van de Handelingen, met bijdragen geleverd door de bestuursleden.

## Voorzitterschap Luc Devliegher (1992-2009)

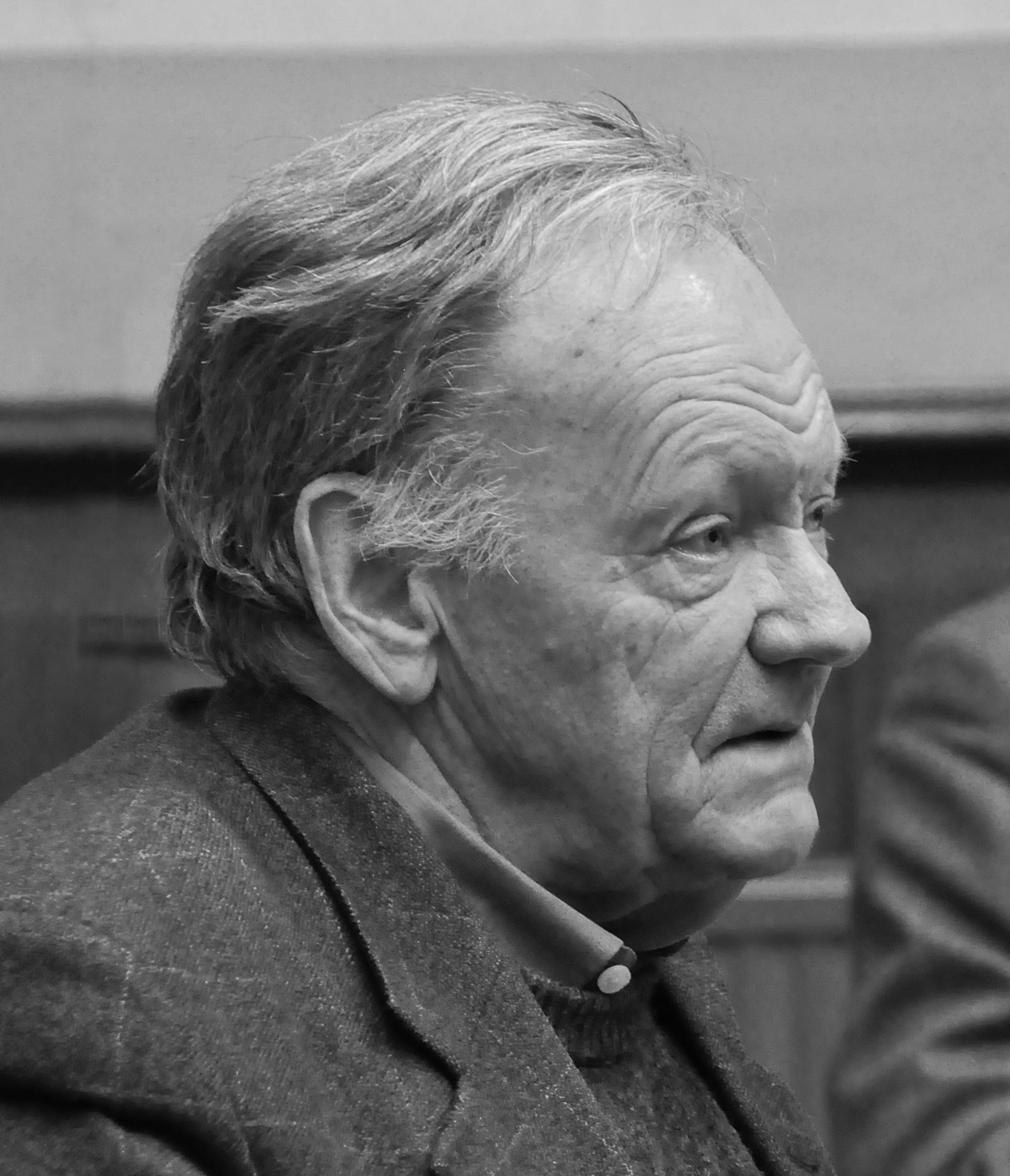
Luc Devliegher, tiende voorzitter (1992-2009)

Met Luc Devliegher trad opnieuw een voorzitter aan die al een half mensenleven met het genootschap verbonden was en er alle onderdelen, in de eerste plaats de zo essentiële 'kroniek' had bestuurd. Beroepshalve was hij net met pensioen, zodat hij tijd kon vrijmaken voor de vereniging.
Er werden opnieuw bestuursleden aangetrokken, terwijl zelden een bestuurslid verdween. De gezellige groep van een tiental leden was op enkele jaren tijd verdubbeld. De zeer grote tafel in het kantoor van de stadsarchivaris van Brugge, waar voortaan werd vergaderd, was nauwelijks toereikend om alle bestuursleden te laten plaatsnemen. Het grote aantal leden gaf natuurlijk wel aanleiding tot meer raad en bijstand van uiteenlopende aard, maar zorgde er tevens voor dat de vergaderingen aanzienlijk verlengd werden en de 'navergaderingen' met gezellige drank in een of andere Brugse afspanning stilaan minder tijd konden in beslag nemen.
Het genootschap bleef dezelfde weg bewandelen. Om de zes maanden verscheen een aflevering van de Handelingen, met artikels die elk op hun manier bijdroegen tot de kennis van de geschiedenis van het graafschap Vlaanderen en van zijn opvolgers en dit midden de grote metamorfose die de omgeving onderging. Jaarvergadering, afzonderlijke uitgaven, vele contacten bleef de voorzitter van nabij opvolgen.
Om aan de vereisten van het bureaucratische tijdperk te voldoen, besliste het genootschap dat het na bijna 175 jaar bestaan als feitelijke vereniging, onvermijdelijk werd om zich de juridische status van vereniging zonder winstoogmerk aan te meten. Meteen werd ook in de teksten ingeschreven wat al in de praktijk een tijdje het geval was, namelijk dat een kleine kern (nu Raad van bestuur) nauwer betrokken werd dan de grotere groep (nu Algemene vergadering).
Kon men met voldoening vaststellen dat de kwaliteit van het tijdschrift zich handhaafde, ook de vormgeving vereiste aanpassingen aan de hedendaagse eisen van grafische vormgeving, en dit gebeurde dan ook. Het genootschap waagde zich tevens voorzichtig aan een aanwezigheid op het internet.
Toen de voorzitter in 2007 tachtig werd, verscheen opnieuw een huldenummer van het tijdschrift, gevuld met artikels van de bestuursleden.
Einde 2009 gaf Luc Devliegher de fakkel door aan André Vandewalle en werd hij tot erevoorzitter aangesteld.

## Voorzitterschap André Vandewalle (2009-2021)

### 2009
Tijdens de jaarvergadering van einde 2009 werd een voordracht gehouden door dr. Ilja Van Damme over Handel in tweedehands en de opkomst van een antiquarische cultuur in Brugge (ca. 1750 - ca. 1870)
Een nieuw hoofdstuk in het leven van de vereniging werd hiermee ingezet. Voorzitter Vandewalle zette er zijn programma uiteen onder het motto 'continuïteit en verdere vernieuwing'.

### 2010
In 2010 werd een webstek met historiek en activiteiten van de vereniging op punt gesteld en publiek gemaakt.
In hetzelfde jaar werd, in de reeks 'Vlaamse Historische Studies' de geschiedenis van de Koninklijke Voetbalvereniging Club Brugge gepubliceerd. In 2013 ontving de auteur hiervoor de Erfgoedprijs van de Provincie West-Vlaanderen.
Op 21 oktober 2010 organiseerde het tijdschrift Wetenschappelijke Tijdingen (WT) in Gent een symposium met als thema “De toekomst van de historische tijdschriften in Vlaanderen en Nederland”. Het Brugse Genootschap was er vertegenwoordigd door verschillende leden, onder de leiding van voorzitter André Vandewalle, die aan de gevoerde debatten deelnam.
Op 18 december 2010 werd de jaarlijkse algemene ledenvergadering gehouden op het Brugse stadsarchief. Drs Thijs Lambrecht hield een voordracht over Het platteland rond Brugge en het aangrenzende kustgebied.
Johan Van Nieuwenhuyse werd verkozen tot ondervoorzitter en Kurt Priem volgde Paul Trio op als redactiesecretaris.

### 2011
Op 12 januari 2011 werd een samenwerkingsakkoord ondertekend met de Maatschappij voor Geschiedenis en Oudheidkunde te Gent. Het eerste resultaat hiervan was de publicatie van een eerste boekdeel in een nieuwe reeks genoemd Historische monografieën Vlaanderen. Het nummer 1 is het Repertorium van de Vlaamse adel, 1350-1500 door Frederik Buylaert.
Begin 2011 werd een 'Beleidsplan 2012-2016' voor het genootschap uitgestippeld en goedgekeurd.
Op 22 september 2011 organiseerde het genootschap een lezing door archeologe Bieke Hillewaert, met als titel De ontstaansgeschiedenis van de streek rond Brugge en van de stad Brugge (tot 1127).
Een nieuwigheid in het tijdschrift was de rubriek 'Literatuursignalementen', waarin nieuwe historische publicaties onder de aandacht worden gebracht, met een korte situering, maar zonder uitgebreide recensie.
Dr. Hendrik Callewier sprak tijdens de jaarvergadering over De papen van Brugge. De seculiere geestelijkheid in een middeleeuwse wereldstad.

### 2012
De algemene vergadering van de vereniging vond plaats op 15 december 2012. De jaarlijkse lezing werd gehouden door prof. dr. Brigitte Meijns, die sprak over De oudste Brugse parochies. Er werd vervolgens hulde gebracht aan prof. dr. Michel Cloet, die in 2011 ontslag nam als bestuurslid van de vereniging en aan wie een huldenummer van de Handelingen werd opgedragen.

### 2013
De algemene vergadering van de vereniging vond plaats op zaterdag 14 december 2013. De jaarlijkse lezing werd gehouden door prof. dr. Frederik Buylaert en drs. Andy Ramandt. De titel luidde Besturen en samenleven in het Brugse Vrije. Oligarchie, staatsvorming en sociale verandering (ca. 1350 - ca. 1525). Hoofdlijn van het betoog was de trend naar oligarchie in het kasselrijbestuur in de tweede helft van de 14de en in de 15de eeuw. Geleidelijk aan werden niet-adellijke families van grootgrondbezitters van de macht uitgesloten.

### 2014
Op 10 mei 2014 vierde het Genootschap zijn 175ste verjaardag.
Een symposium werd in het Provinciaal Hof gehouden met als thema De betekenis van het Genootschap voor Geschiedenis in het historiografisch landschap van verleden, heden en toekomst en de maatschappelijke relevantie van het lokaal en regionaal historisch onderzoek. Hierover werden lezingen gehouden door de professoren Tom Verschaffel, Christophe Verbruggen en Jan Dumolyn.
Hierop volgde een academische zitting, met een 'laudatio' van het jubilerend genootschap door prof. dr. Marc Boone. Bij die gelegenheid werd ook een door de Vlaamse regering erkend wapenschild aan het genootschap overhandigd.
Een jubileumboek Uit de korf van de Emulatie werd als blijvend aandenken gepubliceerd.

### 2015
Tijdens de algemene vergadering op 12 december 2017 werd een lezing gehouden door drs. Jan Trachet over Middeleeuws Brugge en zijn voorhavens, gevolgd door een uiteenzetting door prof. Wim De Clercq over Ballaststenen afkomstig van Hanzesteden.

### 2016
De algemene vergadering van het genootschap vond plaats op 3 december 2016. Prof. Georges Martyn (rechtsfaculteit Gent) gaf een lezing onder de titel De blindhoek van vrouwe Justitia

### 2017
Op de algemene vergadering van december 2017 werd een lezing gehouden door Marc Carlier, over het thema dat hij in het door het genootschap gepubliceerde boek heeft ontwikkeld: De laatste Brugse rederijkers, het Vlaams letterkundig leven in Brugge van het einde van het ancien régime tot na de Belgische onafhankelijkheid.

### 2018
Op de jaarvergadering van 9 december 2019 gaf Lisa Demets een lezing over De Flandria Generosa C.

### 2019
Het Genootschap maakte de oudere jaargangen van zijn tijdschrift – de Handelingen – digitaal raadpleegbaar. Voortaan waren de volledige jaargangen 1939 t.e.m. 1999 ontsloten. De afzonderlijke artikels uit diezelfde jaargangen werden ook toegankelijk én doorzoekbaar via UGent Open Access Journals.
Op de jaarvergadering van 7 december 2019 gaf Heidi Deneweth een lezing over Goede muren maken goede buren, in Brugge tussen 1500 en 1800.

### 2020
De vereniging was mede-uitgever van het boek door haar bestuurslid Heidi Deneweth, Goede muren maken goede buren, de kadastergegevens en eigendomsstructuren in Brugge tussen 1500 en 1800.
De COVID-19-restricties hadden hun invloed op de werking (of de afwezigheid ervan) van de vereniging.

## Voorzitters

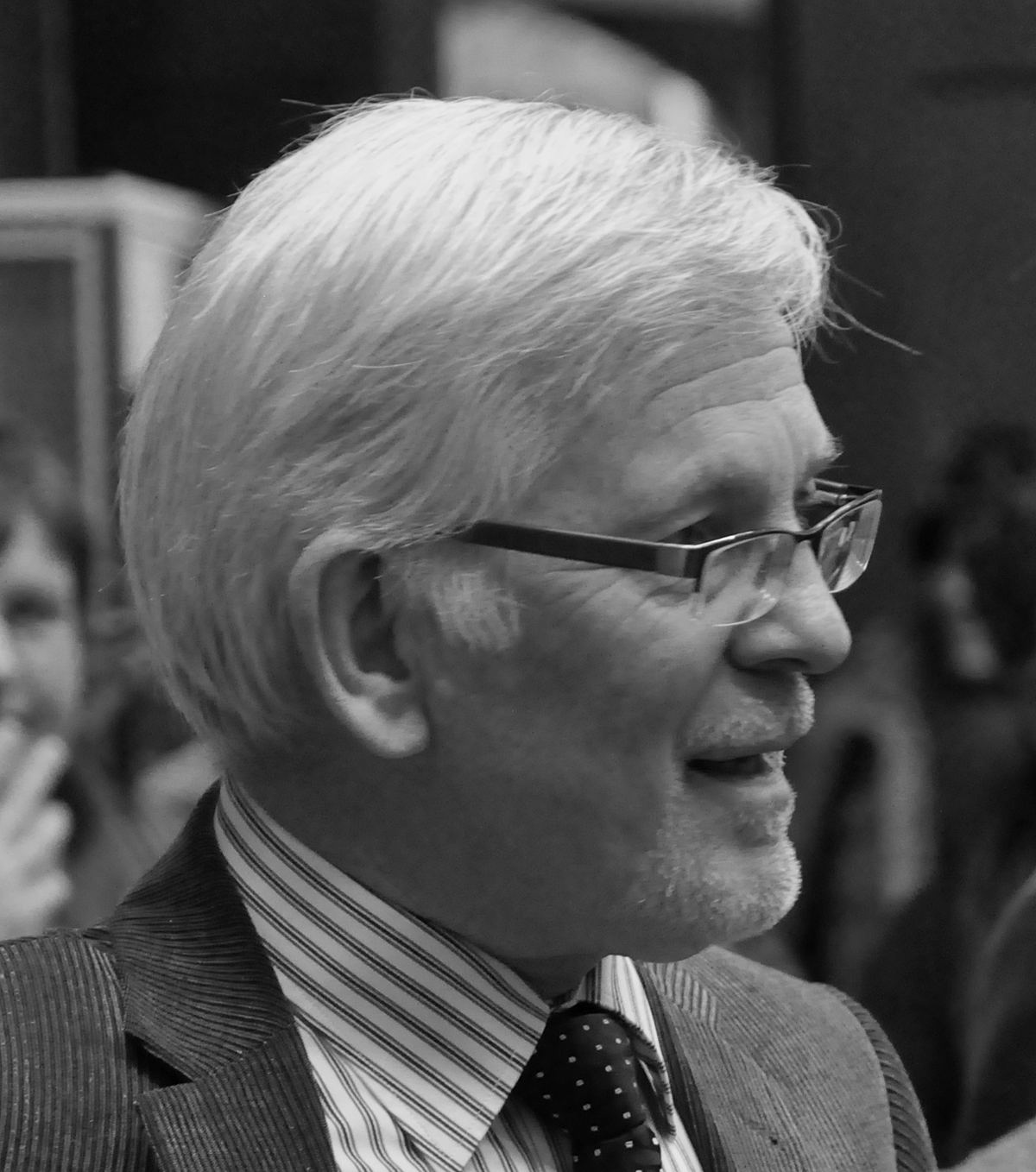
André Vandewalle, elfde voorzitter (2009-2021)

- Charles Carton (1802-1863) - voorzitter 1839-1863
- Joseph-Olivier Andries (1796-1886) - voorzitter 1863-1886
- Joseph Kervyn de Lettenhove (1817-1891) - voorzitter 1886-1891
- Thierry de Limburg Stirum (1827-1911) - voorzitter 1891-1911
- Henri Rommel (1847-1915) - voorzitter 1911-1915
- Arthur De Schrevel (1850-1934) - voorzitter 1919-1934
- Kamiel Callewaert (1866-1943) - voorzitter 1934-1943
- Antoon Viaene (1900-1979) - voorzitter 1943-1979
- Baudouin Janssens de Bisthoven (1914-2005) - voorzitter 1979-1992
- Luc Devliegher (1927-2023) - voorzitter 1992-2009
- André Vandewalle (1946-2021) - voorzitter 2009-2021
- Paul Trio (°1958) - voorzitter 2021-

## Bestuursleden
De hierna vermelde bestuursleden van het Genootschap hebben, net zoals de hiervoor genoemde voorzitters, op aanzienlijke wijze - de ene al wat meer dan de andere - bijgedragen tot de geschiedschrijving over Brugge en West-Vlaanderen.

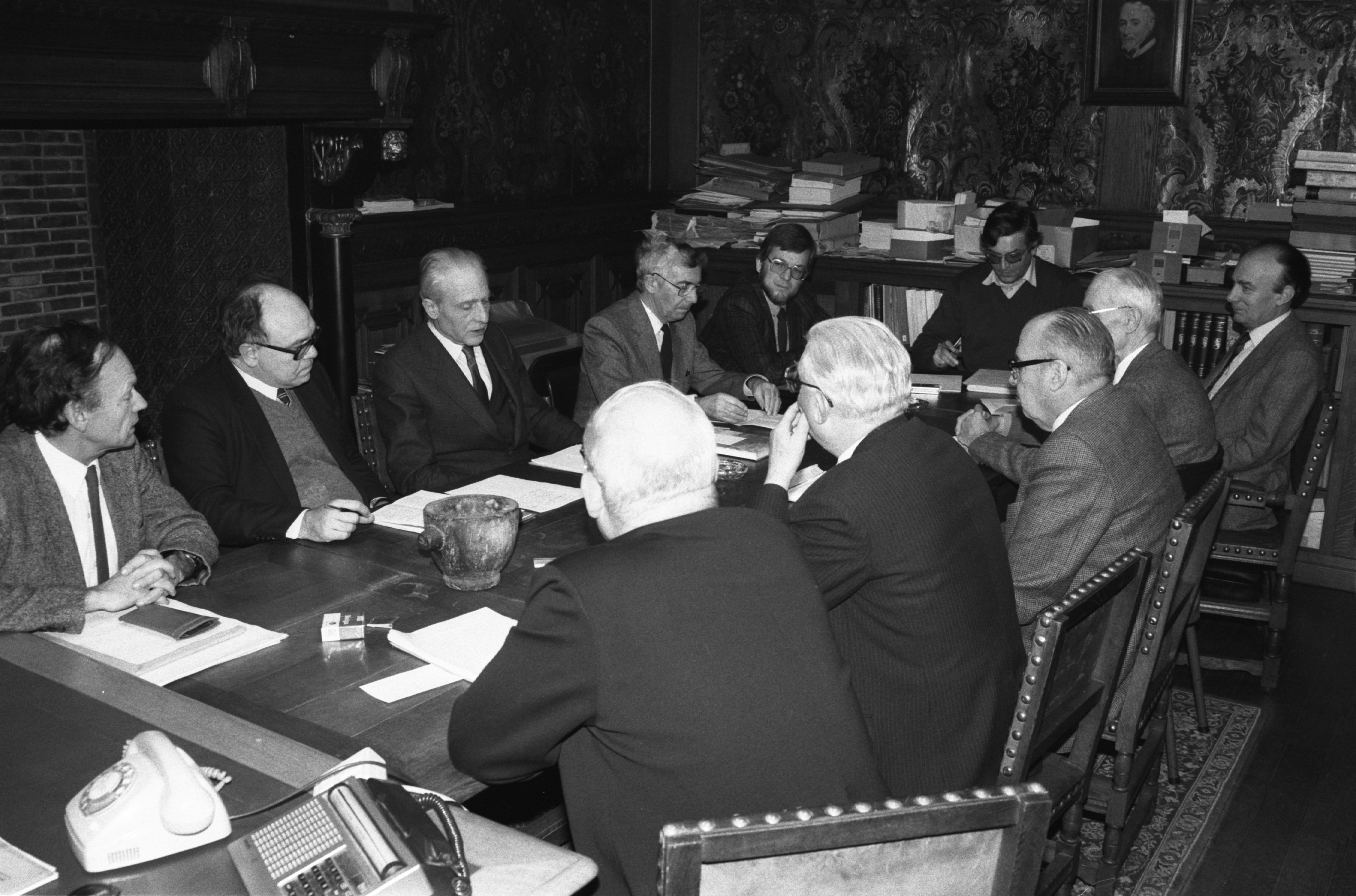
Het bestuur van het Genootschap voor Geschiedenis in vergadering bijeen in het Rijksarchief te Brugge, 1987. Van links naar rechts: Luc Devliegher (overleden in 2023), Jacques Mertens, voorzitter Baudouin Janssens de Bisthoven (overleden in 2005), Godgaf Dalle (overleden in 1999), André Vandewalle (overleden in 2021), Ludo Valcke, Michel Cloet. Op de rug gezien v.l.n.r.: Octaaf Mus (overleden in 2011), Albert Schouteet (overleden in 1991), Aquilin Janssens de Bisthoven (overleden in 1999), Joseph Marechal (overleden in 1993).

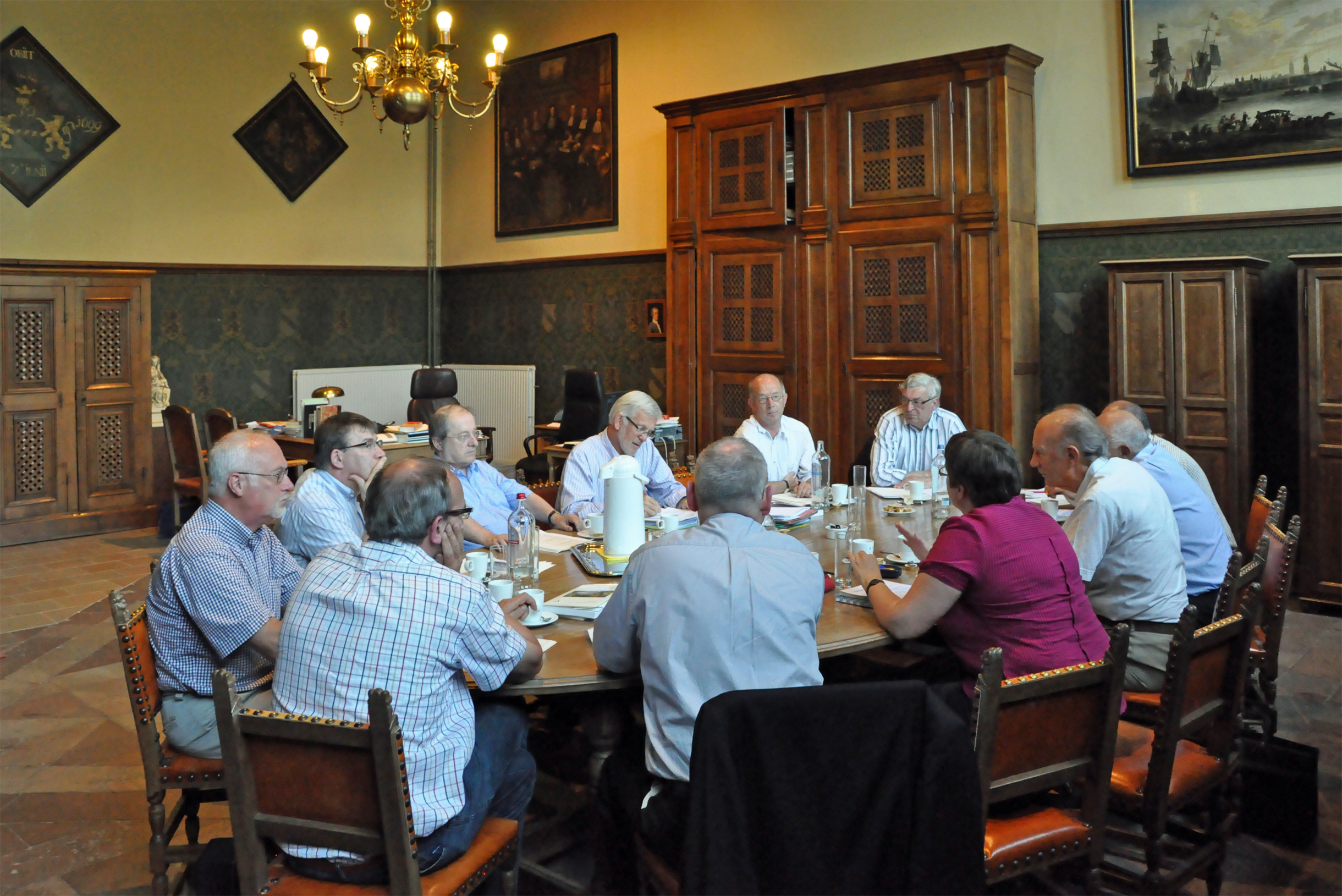
Het bestuur van het Genootschap voor Geschiedenis in algemene vergadering bijeen in het Stadsarchief te Brugge, juni 2010. Herkenbaar zijn van links naar rechts: Luc Monbaliu, Paul Trio, Andries Van den Abeele, André Vandewalle (voorzitter), Noël Geirnaert en Ludo Valcke (secretaris). Op de rug gezien v.l.n.r.: Ludo Vandamme, Kurt Priem, Heidi Deneweth, Michel Cloet en (half verdoken) Jacques Mertens.

### Voormalige leden
- Paul Allossery (1875-1943)
- Pierre Bogaerts (1802-1877)
- Pieter Boutens (1831-1878)
- Jozef Brys (1844-1966)
- Michel Cloet (°1931)
- Ernest Coppieters-Stochove (1848-1936)
- Hubert Coppieters-Stochove (1876-1950)
- Godgaf Dalle (1920-1999)
- Felix de Bethune (1824-1905)
- Jean-Baptiste de Bethune (1853-1907)
- Paul Declerck (1922-1981)
- Adolphe De Clercq (1848-1901)
- Xavier De Coene (1800-1864)
- Jean-Baptiste De Corte (1811-1873)
- Jan De Cuyper (1896-1981)
- Karel De Flou (1853-1931)
- Leon De Foere (1843-1915)
- François De Hondt (1786-1862)
- Joseph-Octave Delepierre (1802-1879)
- Alphonse De Leyn (1839-1902)
- Alfons De Meester (1877-1959)
- Jacques De Mersseman (1805-1853)
- Alfons De Poorter (1871-1939)
- Henri E. de Sagher (1890-1940)
- René Deschepper (1878-1963)
- Charles-Thomas de Schietere de Lophem (1795-1876)
- Jos De Smet (1898-1972)
- Philippe De Stoop (1797-1874)
- Felix-Henri D'Hoop (1827-1897)
- Michiel English (1885-1962)
- Eusèbe Feys (1819-1906)
- Noël Geirnaert (°1951)
- Charles Gillès de Pelichy (1872-1958)
- Louis Gilliodts-Van Severen (1827-1915)
- Arthur Hodüm (1902-1974)
- Ernest Hosten (1882-1932)
- Nicolas Huyghebaert (1912-1982)
- Aquilin Janssens de Bisthoven (1915-1999)
- Griet Maréchal (1942-2019)
- Joseph Marechal (1911-1993)
- Luc Monbaliu (1942-2022)
- Jozef Monballyu (°1948)
- Octaaf Mus (1925-2011)
- Edouard Neelemans (1820-1899)
- Aloïs Nelis (1842-1898)
- Michiel Nuyttens (°1948)
- Remi Parmentier (1895-1960)
- Nele Provoost
- Wilfrid Robinson (1848-1933)
- Alfred Ronse (1835-1914)
- Albert Schouteet (1909-1991)
- Constant P. Serrure (1805-1872)
- Egied I. Strubbe (1897-1970)
- Auguste Van Biervliet (1830-1869)
- Albert van Caloen (1856-1933)
- Désiré Van de Casteele (1839-1917)
- Christiaan Vandenbroeke (1944-2007)
- Ferdinand Van de Putte (1807-1882)
- Willy Vanderpijpen (°1946)
- Romain Van Eenoo (1934-2023)
- Johan Vannieuwenhuyse (°1951)
- Stanislas Emmanuel van Outryve d'Ydewalle (1871-1959)
- Auguste Van Speybrouck (1843-1922)
- Albert van Zuylen van Nyevelt (1870-1936)
- Karel Verschelde (1842-1881)
- Edmond Veys (1812-1867)
- Jozef Vierin (1872-1949)
- Albert Visart de Bocarmé (1868-1947)

### Actuele leden
- Johan Bossier
- Hendrik Callewier
- Matthijs Degraeve
- Lisa Demets
- Heidi Deneweth (°1961)
- Jan D'hondt (°1962)
- Jan Dumolyn (°1974)
- Hannelore Franck
- Luc François (°1951)
- Aleid Hemeryck
- Dominique Marechal (°1957)
- Jacques Mertens (°1936)
- Rik Opsommer
- Kurt Priem (°1963)
- Frederik Roelens
- Marc Ryckaert (°1949)
- Paul Trio (°1958)
- Ludo Valcke (°1947)
- Jan Van Acker
- Ludo Vandamme (°1958)
- Maurice Vandermaesen (°1947)
- Andries Van den Abeele (°1935)
- Paul Vandewalle (°1941)
- Anne Van Oosterwijk
- Dries Vanysacker (°1962)
- Lies Vervaet

## De Handelingen van het genootschap in cijfers

### Overzicht van het aantal jaargangen, artikelen en bladzijden
Het gaat hier om een kwantitatief overzicht. Het aantal artikelen zegt natuurlijk niets over de wetenschappelijke waarde van de inhoud, maar zegt alvast iets over de omvang van de publicaties van het Genootschap. In het aantal historische artikelen zijn niet begrepen: boekenschouw, kroniek, necrologie en boekbesprekingen. Die zijn wel begrepen in het totaal aantal gepubliceerde bladzijden. Alleen de Handelingen zijn hierbij in acht genomen, zonder de afzonderlijke uitgaven.
| Jaren     | Aantal jaargangen | Aantal artikelen | Totaal aantal bladzijden | Gemiddeld aantal blz./jaar |
| --------- | ----------------- | ---------------- | ------------------------ | -------------------------- |
| 1839-1853 | 12                | 210              | 4796                     | 399                        |
| 1854-1868 | 8                 | 92               | 3081                     | 385                        |
| 1869-1883 | 13                | 84               | 5502                     | 433                        |
| 1884-1898 | 15                | 58               | 7434                     | 489                        |
| 1899-1913 | 15                | 163              | 6630                     | 442                        |
| 1914-1928 | 8                 | 97               | 3285                     | 410                        |
| 1929-1943 | 11                | 95               | 2454                     | 223                        |
| 1944-1958 | 13                | 112              | 2633                     | 202                        |
| 1959-1973 | 15                | 162              | 4636                     | 309                        |
| 1974-1990 | 17                | 164              | 6012                     | 353                        |
| 1991-2000 | 10                | 124              | 3434                     | 343                        |
| 2001-2010 | 10                | 124              | 4308                     | 430                        |
| 2011-2020 | 10                | 128              | 4648                     | 464                        |
| 2021-2030 | 04                | 38               | 1464                     | 366                        |